# Botrychium breynii
Botrychium breynii là một loài dương xỉ trong họ Ophioglossaceae. Loài này được Fr. mô tả khoa học đầu tiên năm 1845.
Danh pháp khoa học của loài này chưa được làm sáng tỏ. 